# Indywidualne Mistrzostwa Danii na Żużlu 1999
Indywidualne Mistrzostwa Danii na Żużlu 1999 – cykl turniejów żużlowych, mających na celu wyłonienie najlepszych żużlowców w Danii w sezonie 1999. Tytuł zdobył Brian Andersen.

## Finał
- Munkebro – 21 maja 1999

| Msc. | Zawodnik        | Klub      | Pkt |  |  |
| ---- | --------------- | --------- | --- |  |  |
| 1    | Brian Andersen  | Fjelsted  | 14  |  |  |
| 2    | Charlie Gjedde  | Holstebro | 13  |  |  |
| 3    | Brian Karger    | Holsted   | 14  |  |  |
| 4    | Ronni Pedersen  | Slangerup | 13  |  |  |
| 5    | Bo Skov Eriksen | Herning   | 10  |  |  |
| 6    | Gert Handberg   | Holstebro | 9   |  |  |
| 7    | Hans Nielsen    | Brovst    | 9   |  |  |
| 8    | Aksel Jepsen    | Outrup    | 8   |  |  |
| 9    | John Jørgensen  | Fjelsted  | 7   |  |  |
| 10   | Brian Lyngso    | Fjelsted  | 6   |  |  |
| 11   | Jacob Olsen     | Slangerup | 5   |  |  |
| 12   | Tom Knudsen     | Outrup    | 5   |  |  |
| 13   | Jack Gundestrup | Brovst    | 3   |  |  |
| 14   | Bjarne Pedersen | Slangerup | 2   |  |  |
| 15   | Allan Damgaard  | Holstebro | 2   |  |  |
| 16   | Jan Andersen    | Outrup    | 2   |  |  |